# Tepicon Hall
 (septembre 2020).
Tepicon Hall est un bâtiment du comté de Pulaski, dans l'Indiana, aux États-Unis. Protégée au sein du Tippecanoe River State Park, cette salle à manger a été construite par la Work Projects Administration dans le style rustique du National Park Service à la fin des années 1930. Elle est inscrite au Registre national des lieux historiques depuis le 3 avril 1992.